# Halinard
Halinard, nommé également Halinard de Sombernom (né en Bourgogne vers 990 - décédé le 29 juillet 1052,) est un homme d’Église français.

## Biographie
Issu d'une famille noble de Bourgogne, son père est seigneur de Sombernon, vassal de l’Église de Langres et sa mère d'Autun. Il est baptisé à Autun par l'évêque Vautier. Il est admis parmi le clergé de Langres, sous la direction de l'évêque Brunon.
Il est prieur en 1027 puis abbé de l'Abbaye Saint-Bénigne de Dijon en 1031,. Puis dans le même temps après la mort de Guillaume de Volpiano, il est abbé également de l'Abbaye Saint-Pierre de Bèze. Son action à l'abbaye de Sainte-Bénigne nous est largement connue grâce aux chroniques rédigées par un de ses contemporains ; il défend les droits de l'abbaye et développe ses possessions en Bourgogne, décore l'église et acquiert des manuscrits pour la bibliothèque.
En tant qu'abbé, il suit le mouvement des réformateurs de l’Église en refusant de prêter hommage à l'empereur Henri III.
En 1041, il décline une première fois la nomination à l'archevêché de Lyon, recommandant à sa place, un de ses collègues de Langres, Odolric. Quand celui-ci meurt, Halinard est de nouveau pressenti pour ce poste, qu'il finit par accepter. Il devient donc Archevêque de Lyon de 1046 jusqu'à sa mort en 1052. Il est fait archevêque par l'empereur Henri III, à la demande du chapitre de Lyon pour trancher des conflits locaux de succession. Il reste très peu à Lyon et aucun acte de sa main n'est conservé. Peu avant sa mort, il envoie une lettre aux chanoines en recommandant pour l'élection de son successeur Humbert.
Il parle très bien l'italien et se rend quatre fois à Rome. La première fois en 1046, il rencontre le pape Clément II qui le couronne. Il reste pour assister ensuite au synode de Sutri. En 1048, le pape Clément II décède et Halinard décline sa succession, demandée par le peuple de Rome ; en proposant son ami Bruno d'Eguisheim-Dagsbourg, évêque de Toul, qui prend le nom de Léon IX. En 1049, il accompagne le nouveau pape lors de son voyage en France pour dédicacer l'église de saint-Rémi de Reims. Le pape lui demande d'intervenir pour négocier une paix avec les Normands. En 1050, Halinard assiste au concile de Tours contre Bérenger. Son dernier voyage à Rome a lieu en 1052, où il réside au monastère Saint-Grégoire. Il y meurt le 29 juillet 1052, après avoir mangé un poisson qui aurait été empoisonné[réf. souhaitée]. Il est enterré à Saint-Paul-hors-les-murs.
Quatre lettres qu'il a écrites ont été conservées et publiées. Les deux premières par Étienne Pérard dans Recüeil de plusieurs Pièces curieuses servant à l'Histoire de Bourgogne, Paris, 1661, réimprimées par Dom Jean Mabillon dans Annales Ordinis Sancti Benedicti, tome 4. Les deux autres dans le second tome du Spicilegium et dans le quatrième tome du Gallia Christiana.

## articles connexes
- Notices d'autorité :   - VIAF
  - GND
- Liste des archevêques de Lyon
- Lyon de l'an mil au rattachement à la France